# Ehemaliger Blankenfelder See

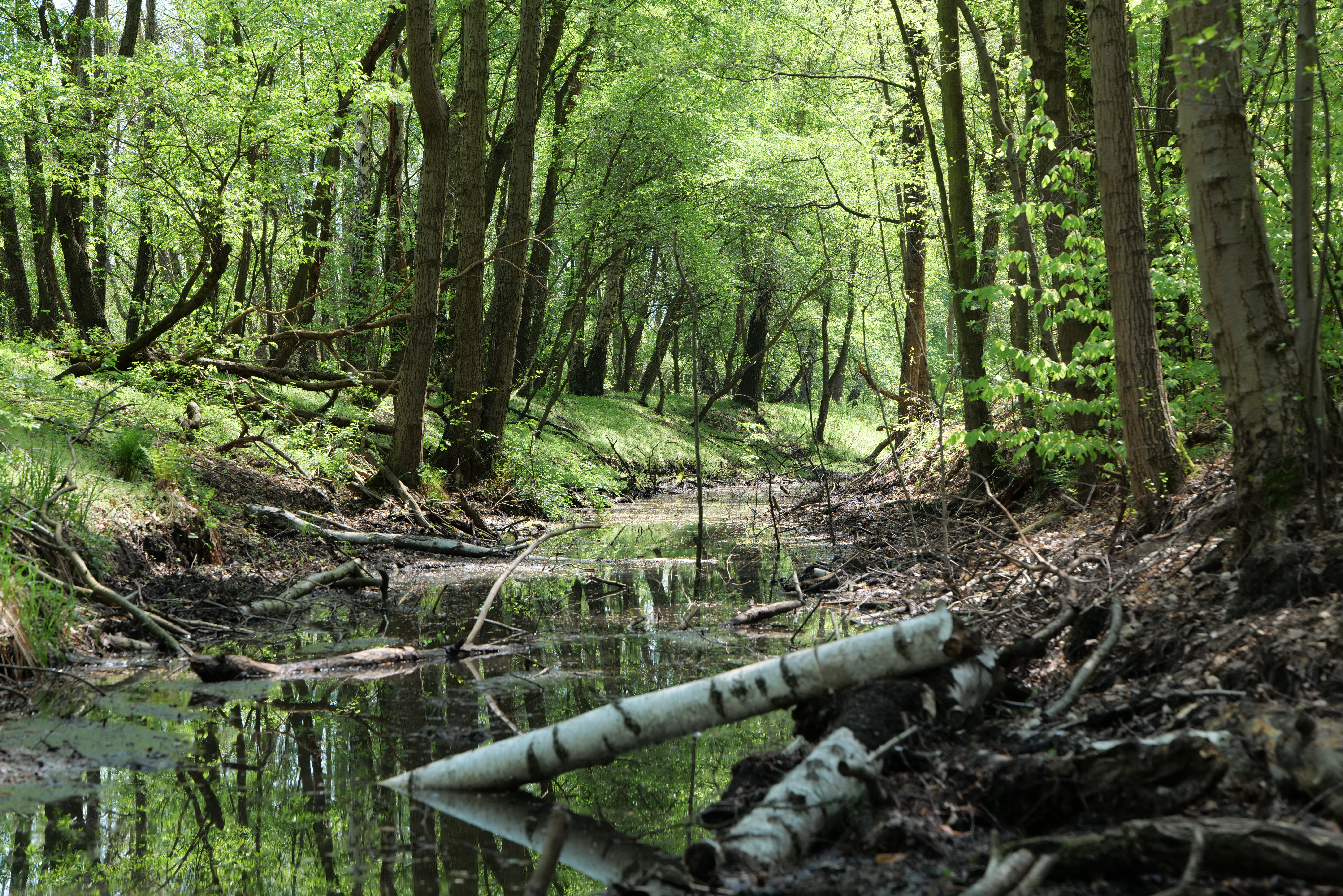
Naturschutzgebiet Ehemaliger Blankenfelder See (Mai 2021)

Das Naturschutzgebiet Ehemaliger Blankenfelder See liegt im Landkreis Teltow-Fläming in Brandenburg. Es erstreckt sich westlich von Dahlewitz, einem Ortsteil der Gemeinde Blankenfelde-Mahlow, und nördlich von Rangsdorf entlang des Glasowbaches. Am nördlichen Rand des Gebietes verläuft die Landesstraße L 40 und am südlichen Rand die A 10. Nördlich direkt anschließend erstreckt sich das 90,3 ha große Naturschutzgebiet Glasowbachniederung. Südlich direkt anschließend erstreckt sich die 15,4 ha große Krumme Lanke und etwas weiter südlich der 244 ha große Rangsdorfer See, Kernstück des 668 ha großen Naturschutzgebietes Rangsdorfer See. 

## Bedeutung
Das rund 47,6 ha große Gebiet mit der Kenn-Nummer 1191 wurde mit Verordnung vom 17. März 1986 unter Naturschutz gestellt. 